# Francis Kernan
Francis Kernan, född 14 januari 1816 i Wayne, New York, död 7 september 1892 i Utica, New York, var en amerikansk demokratisk politiker.
Han var son till general William Kernan som flyttade 1800 till USA från County Cavan, Irland. Kernan utexaminerades 1836 från Georgetown College.
Han var ledamot av USA:s representanthus 1863-1865. Han besegrade republikanen Roscoe Conkling i 1862 års kongressval, men förlorade 1864 mot Conkling när de var uppställda mot varandra på nytt i det årets kongressval. Kernan förlorade 1872 års guvernörsval i New York mot John Adams Dix.
Kernan var ledamot av USA:s senat från New York 1875-1881. Han var delstatens första katolska ledamot av USA:s senat.